# 167e régiment d'infanterie (États-Unis)
Le  167e régiment d'infanterie (États-Unis)  est un régiment d'infanterie formé dans l'Alabama.

## Histoire
Durant la guerre de sécession le régiment s'appelait le 4e régiment d'Alabama. C'est une milice créée en 1911. La garde nationale d’Alabama est mobilisée le 16 juin 1916. Avec 1 300 hommes, le régiment part pour Nogales (Arizona) en Arizona vers la frontière mexicaine.
L'entrée en guerre Première Guerre mondiale des États-Unis le 6 avril 1917, le régiment augmente son effectif. Une compagnie d’artillerie avec 250 soldats en plus. Le régiment passe à 3 720 hommes dont 112 officiers. Le 14 août 1917, le ministère de la guerre change le nom du 4e Alabama en 167e régiment d’infanterie. Le 28 aout 1917, le régiment est intégré à la 42e division d'infanterie (États-Unis). Le 7 novembre 1917, le régiment embarque pour la France.
Le 15 juillet 1918, le régiment combat vers Souain-Perthes-lès-Hurlus et participe à la Bataille de Château-Thierry (1918). Le 26 juillet 1918, le régiment d’Alabama perd 162 hommes dont 3 lieutenants et 2 capitaines, et 1 000 soldats blessés. En octobre 1918, il participe à la bataille de Saint-Mihiel. Le 11 novembre 1918, le régiment se situe à Sedan.